# I See a Darkness
I See a Darkness è il sesto album pubblicato da Will Oldham, il primo pubblicato con lo pseudonimo di Bonnie 'Prince' Billy.
La canzone che dà titolo all'album è stata reinterpretata da Johnny Cash ed inserita nell'album American III: Solitary Man del 2000. In quella occasione Will Oldham ha contribuito con alcune parti vocali.

## Tracce
1. A Minor Place – 3:43
2. Nomadic Revery (All Around) – 3:58
3. I See a Darkness – 4:49
4. Another Day Full of Dread – 3:10
5. Death to Everyone – 4:31
6. Knockturne – 2:17
7. Madeleine-Mary – 2:31
8. Song for the New Breed – 3:24
9. Today I Was an Evil One – 3:52
10. Black – 3:46
11. Raining in Darling – 1:54

## Musicisti
- Bob Arellano
- Colin Gagon
- Paul Oldham
- Peter Townsend